# Candirejo (Semanu)
Candirejo is een bestuurslaag in het regentschap Gunung Kidul van de provincie Jogjakarta, Indonesië. Candirejo telt 6912 inwoners (volkstelling 2010).